# Miran Gorinšek
Miran Gorinšek, slovenski politik, * 28. maj 1960.
Gorinšek je bil med letoma 2006 in 2018 župan Občine Slovenske Konjice.

## Izobraževanje
Gorinšek je obiskoval Osnovno šolo Ob Dravinji v Slovenskih Konjicah. Kasneje se je vpisal na gimnazijo Celje in nato šolanje nadaljeval na Biotehniški fakulteti v Ljubljani, smer agronomija. Diplomiral je leta 1984.

## Kariera
Svojo službeno pot je začel na Kmetijski zadrugi v Slovenskih Konjicah. Kasneje je dve leti delal tudi kot strokovni pospeševalec prodaje agrokemijskih izdelkov v Cinkarni Celje. V letu 1989 se je zaposlil na Občini Slovenska Bistrica - član izvršnega sveta za agroživilstvo, predstojnik oddelka za kmetijstvo, referent za denacionalizacijo. 
Leta 1993 se je Gorinšek vrnil v domače Slovenske Konjice, kot občinski inšpektor za kmetijstvo in vodno gospodarstvo. Po reorganizaciji državne uprave je deloval na Ministrstvu za kmetijstvo, gozdarstvo in prehrano, v notranji organizacijski enoti Inšpektorat RS za kmetijstvo, gozdarstvo in hrano kot kmetijski inšpektor. Od maja leta 2001 je bil vodja OE Celje ter namestnik direktorja kmetijske inšpekcije. 

### Politika
Gorinšek je bil na lokalnih volitvah leta 2006 izvoljen za župana. V drugem krogu je prejel kar 80,92 % glasov. Njegov protikandidat, Rudolf Petan (SDS), pa le 19,08 %.
Leta 2010 in 2014 pa je zmagal že v prvem krogu. Leta 2010 je prejel 78.68 % glasov (protikandidata: Stanislav Podplatan (NSi) - 11, 24 %, Jure Arnuš (SD) - 10,08 %. Na zadnjih lokalnih volitvah, leta 2014, je v prvem krogu slavil z 68,60 %, medtem ko sta Aleksandra Tehovnik (SMC) in Stanislav Podplatan (KDS) prejela 21,40 % oz. 10,00 % vseh glasov.